# Annandale-on-Hudson
 (novembre 2024).
Annandale-on-Hudson est un hameau situé dans le Comté de Dutchess, à New York. Le hameau est principalement constitué de campus du Bard College. 

## Services municipaux
Les services de secours à Annandale-on-Hudson sont fournis par la police municipale de Red Hook, le Bureau du Shérif du Comté de Dutchess, la police d'État de New York, le corps de pompiers volontaire de Red Hook ainsi que le corps de pompiers volontaire de Tivoli. Les étudiants, l'université, ainsi que le personnel du Bard College reçoivent également des services de secours sur le campus de l'agence de sécurité et du Bard EMS dirigée par les étudiants.

## Histoire
Les Munsee et les Muhheaconneok étaient les habitants originaux de cette zone et, en raison de l'émigration, résident désormais au nord-est du Wisconsin et sont connus comme la Communauté Stockbridge–Munsee. 
La ville tire son nom d'un état donné par John Bard et sa femme à l'Université Columbia afin qu'une université puisse y être fondée. Aujourd'hui, le Bard College s'érige sur la terre que John Bard a cédé. Le Bard College héberge l'unique bureau de poste pour le code ZIP d'Annandale-on-Hudson, 12504. La terre comprenant Annandale-on-Hudson, parfois abrégée "Annandale", est principalement détenue par le Bard College. Il y a également quelques résidences privées, de petits commerces, et une terre inexploitée contrôlée par le New York State Department of Environmental Conservation.
Annandale-on-Hudson, en dépit de sa taille, a une histoire importante. Blithewood, un manoir conçu par le colonel Francis Laurens Vinton Hoppin, un ancien étudiant du cabinet d'architectes McKim, Mead and White pour Andrew Christian Zabriskie en 1899, remplaça un ancien manoir par le même nom rénové pour Robert Donaldson Jr. par l'architecte Alexander Jackson Davis. Le Blithewood actuel a été cédé au Bard College en 1951 par la famille Zabriskie et, aujourd'hui, héberge le Levy Economics Institute au Bard College. L'état faisait initialement partie d'une terre transmise à Peter Schuyler par les propriétaires Natifs en 1660. Le Manor Estate est un autre manoir historique situé sur le campus. 
L'archéologue Christopher Lindner a réalisé des recherches considérables concernant l'histoire de cette ville.

## Dans la culture populaire
- Annandale-on-Hudson est la ville du personnage Marvel Jean Grey des X-Men. Chris Claremont, connu pour sa série sur la bande dessinée X-Men, gardait Bard.
- Annandale-on-Hudson est mentionnée dans la chanson My Old School de Steely Dan, les membres Donald Fagen et Walter Becker se sont rencontrés lorsqu'ils étaient étudiants au Bard College. La chanson parle d'une saisie de drogue à Bard en 1969 dans laquelle Fagen était impliquée[6].

## Galerie

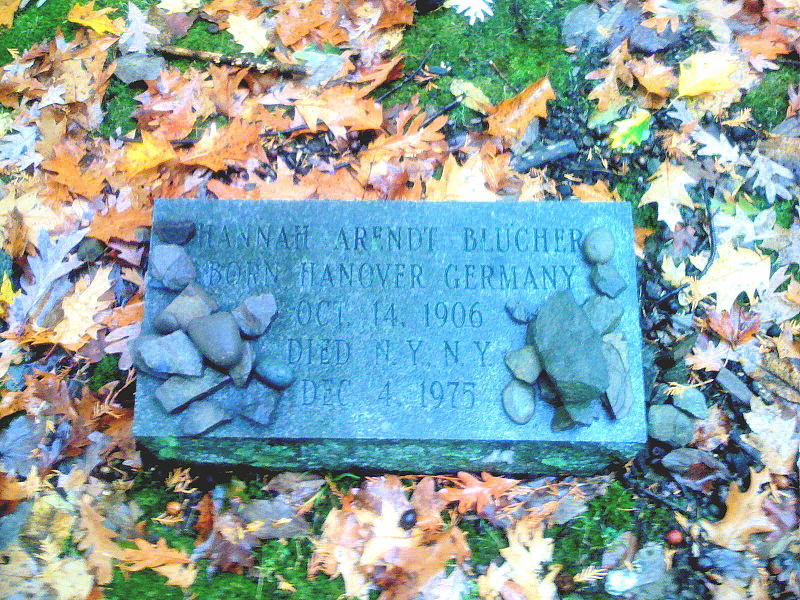
Pierre tombale d'Hannah Arendt dans le cimetière du Bard College

## Lecture complémentaire
- Great Houses of the Hudson River, Michael Dwyer, préface de Mark Rockefeller, Boston, Little, Brown and Company, publié en collaboration avec Historic Hudson Valley, 2001.  (ISBN 082122767X)